# Wonderful Teen International 2025
Wonderful Teen International 2025 fue la 2.ª edición del certamen Wonderful Teen International la cual se realizó en San Salvador, El Salvador el sábado 3 de mayo de 2025. Catorce candidatas de todo el mundo compitieron por el título internacional, el cual fue ganado por Angela Garza de México. Garza fue coronada por la Wonderful Teen International saliente Vanessa Rodríguez de Cuba, convirtiéndose en la primera mexicana en ganar este título.

## Resultados
| Posición                          | Candidata |
| Wonderful Teen International 2025 | - México - Angela Garza                                                                                          |
| 1.ª Finalista                     | - El Salvador - Lucianne Herrera                                                                                 |
| 2.ª Finalista                     | - Nicaragua - Gabriela Coca                                                                                      |
| Top 7                             | - Canadá - Matalyn Schall - Guatemala - Analleli Ordóñez - Panamá - Yorlenis Ceballos - Venezuela - Dalia Blanco |

### Premios Especiales
| Premio               | Candidata                        |
| Teen Fotogénica      | - Nicaragua - Gabriela Coca      |
| Teen Elegancia       | - Panamá - Yorlenis Ceballos     |
| Teen Mejor Talento   | - México - Angela Garza          |
| Mejor Traje Temático | - Puerto Rico - Sabrina Meléndez |

### Jurado
- Sra. Cristina de Avelar - Empresaria Salvadoreña
- Dr. Eduardo Revelo - Cirujano plástico
- Sra. Yanelys Rodríguez - Esteticista
- Jesús Alvarenga - Diseñador de moda
- Verónica Gaytán - Miss Supranational El Salvador 2024
- Eduardo Zelaya - Maquillista profesional y asesor de imagen
- Valeria Amaya - Miss Teen Mundial El Salvador 2025
- Dr. Jaime Carrillo - Cirujano dentista

## Candidatas
| Estado       | Candidata                    | Edad | Residencia       |
| Canadá       | Matalyn Schall               | 18   | Calgary          |
| El Salvador  | Lucianne Herrera             | 18   | San Salvador     |
| Guatemala    | Analleli Ordóñez             | 17   | Escuintla        |
| Honduras     | Daphne Cristel Gómez Paz     | 19   | Copán            |
| México       | Angela Giselle Rosales Garza | 18   | Monterrey        |
| Nicaragua    | Gabriela Coca Duriez         | 19   | Managua          |
| Panamá       | Yorlenis Ceballos            | 20   | Ciudad de Panamá |
| Paraguay     | María Jazmín Benítez Medina  | 19   | Villeta          |
| Perú         | Camila Carrera               | 20   | Piura            |
| Portugal     | Keila Pina                   | 18   | Setúbal          |
| Puerto Rico  | Sabrina Meléndez             | 19   | Cayey            |
| Riviera Maya | Daniela Pérez Briceño        | 17   | Montemorelos     |
| USA          | Brianna Franco               | 17   | Salt Lake City   |
| Venezuela    | Dalia Blanco                 | 19   | Caracas          |

## Sobre los países en Wonderful Teen International 2025

### Debut
- Canadá
- Guatemala
- Honduras
- Nicaragua

### Países que se retiran de la competencia
- Bolivia
- Brasil
- Costa Rica
- Cuba

## Crossovers
| Reina Hispanoamericana - 2025: Honduras - Daphne Paz Miss Mundo Honduras - 2023: Honduras - Daphne Paz (Reina Hispana Honduras) Miss Grand Paraguay - 2025: Paraguay - Jazmín Benítez Chica TMF Venezuela - 2022: Venezuela - Delia Blanco (1.ª Finalista) Teen Universe - 2024: Nicaragua - Gabriela Coca (1.ª Finalista Petite) Miss Teenager - 2023: Canadá - Matalyn Schall (2.ª Finalista) Miss Teenage Canadá - 2024: Canadá - Matalyn Schall (Top 20) Miss Teen El Salvador - 2024: El Salvador - Lucianne Herrera (Wonderful Teen El Salvador) Miss Teen Nicaragua - 2023: Nicaragua - Gabriela Coca (2.ª Finalista) Miss Teen Panamá - 2023: Panamá - Yorlenis Ceballos (Ganadora) Miss Teen Portugal - 2023: Portugal - Keila Pina (Finalista) | Teen Universe Nicaragua - 2021: Nicaragua - Gabriela Coca (1.ª Finalista) Miss Teenager Canadá - 2023: Canadá - Matalyn Schall (Designada) Miss Teen Universe Guatemala - 2024: Guatemala - Analleli Ordóñez (Top 10) Miss Teen Calgary - 2023: Canadá - Matalyn Schall (Ganadora) Miss Junior Teen Calgary - 2022: Canadá - Matalyn Schall (Ganadora) Miss Teen Universe Nva. Concepción - 2024: Guatemala - Analleli Ordóñez (Ganadora) Miss Teen Mundial Nuevo León - 2024: México - Angela Garza (Wonderful Teen México) - 2024: Riviera Maya - Daniela Pérez (Wonderful Teen Riviera Maya) Miss Teen Isla Grande - 2023: Panamá - Yorlenis Ceballos (Designada) Miss Villeta - 2024: Paraguay - Jazmín Benítez (Ganadora) Miss Teen Setúbal - 2023: Portugal - Keila Pina (Ganadora) Chica TMF Tachira - 2022: Venezuela - Delia Blanco (Ganadora) |